# Jeroen
Jeroen (Aussprache: [jəˈɾun]) ist ein niederländischer männlicher Vorname.

## Herkunft und Bedeutung
Jeroen ist abgeleitet vom altgriechischen Hieronymos (‘Ιερωνυμος) mit der Bedeutung Heiliger Name. Zu Herkunft und Bedeutung des Namens siehe auch hier. Die englische Variante des Vornamens ist Jerome, die französische Jérôme, zu beiden Varianten siehe hier.

## Namensträger
- Jeroen Bleekemolen (* 1981), niederländischer Automobilrennfahrer
- Jeroen Blijlevens (* 1971), niederländischer Radrennfahrer
- Jeroen Boelen (* 1978), niederländischer Radrennfahrer
- Jeroen van der Boom (* 1972), niederländischer Showmaster und Sänger
- Jeroen Brouwers (1940–2022), niederländischer Journalist und Schriftsteller
- Jeroen Dijsselbloem (* 1966), niederländischer Politiker
- Jeroen Dubbeldam (* 1973), niederländischer Springreiter
- Jeroen Hertzberger (* 1986), niederländischer Hockeyspieler
- Jeroen Heubach (* 1974), niederländischer Fußballspieler
- Jeroen Krabbé (* 1944), niederländischer Schauspieler und Filmregisseur
- Jeroen Lumu (* 1995), niederländischer Fußballspieler
- Jeroen Manschot (* 1982), niederländischer Fußballschiedsrichter
- Jeroen Noomen (* 1966), niederländischer Schachspieler
- Jeroen Piket (* 1969), niederländischer Schachmeister
- Jeroen de Rijke (1970–2006), niederländischer Maler
- Jeroen Tesselaar (* 1989), niederländischer Fußballspieler
- Jeroen van der Veer (* 1947), niederländischer Manager
- Jeroen van Vliet (* 1965), niederländischer Jazzmusiker
- Jeroen Zoet (* 1991), niederländischer Fußballspieler
- Jeroen Tel (* 1972), niederländischer Komponist